# Piazza del Comune (Assise)
La Piazza del Comune est le centre historique de la ville d'Assise (Italie) en Ombrie. Elle est entourée des bâtiments les plus importants de la ville, là où se déroulait toute la vie socio-politique et culturelle : elle est considérée comme l'un des projets urbains ombriens médiévaux les plus représentatifs.

## Description et historique
Située à l'endroit où se dressait l'ancien Forum romain, dominé par l'imposante Rocca Maggiore, la place rectangulaire commence au bout du Corso Mazzini qui la relie à la Basilique Sainte-Claire d'Assise. Immédiatement à droite, la « fontaine aux trois lions » date du XVIe siècle et a été revisitée en 1762 par Giovanni Martinucci.
Située au centre de gravité de l'Assise médiévale, à la rencontre des artères venant des portes de la ville (Cappuccini, Moiano, Nuova, Perlici, San Francesco, San Giacomo, San Pietro), elle est documentée au début du XIIIe siècle comme le lieu privilégié de rassemblements populaires (échoppes, marchés ou populi). Manquant encore d'édifices publics, les maisons-tours évocatrices de l'aristocratie féodale s'y dressent, remplacées plus tard, avec les luttes anti-impériales, par la bourgeoisie marchande.
Le site est ennobli en 1212, lorsque les consuls réussissent à obtenir des moines de San Benedetto du Mont Subasio l'autorisation d'établir le siège municipal dans le temple de Minerve, alors appelé casalino di san Donato, donnant lieu avec ce choix à une continuité symbolique entre la ville romaine et la ville municipale.
En 1228, la place est agrandie vers l'est, prenant la surface actuelle et intitulée avec éloquence platea nova ou magna comunis. Entre 1282 et 1305, le temple romain est flanqué de la Torre del Popolo et du Palazzo del Capitano : du côté sud commence la construction du Palazzo dei Priori qui est toujours le siège de la mairie d'Assise. Du côté nord-ouest, le bâtiment de la poste est construit en 1926, sur les restes de l'église San Nicolò que fréquentait François d'Assise. Devant ce bâtiment, l'autel du peuple, orné d'une Nativité de Simone Martini. On voit également la chaire du haut de laquelle a prêché Bernardin de Sienne.
Depuis le Palazzo dei Priori, dont le plafond voûté est décoré de fresques grotesques, une petite porte permet d'entrer dans la casa di piacere publique d'Assise, qui depuis 1500 sert de lieu de marchandage des céréales. Toujours dans le bâtiment municipal est né le 1er mars 1838 le futur saint Gabriel de l'Addolorata, fils de Sante Possenti, gouverneur papal de la ville : il a reçu le baptême dans la cathédrale San Rufino, comme saint François d'Assise et Frédéric II (empereur du Saint-Empire). Ce monument abrite également la Pinacoteca Comunale, musée réunissant différentes oeuvres qui étaient disséminées dans la cité d'Assise. On y trouve des peintures datant du XIIIe au XVIe siècle, notamment une Maesta de Giotto, une Vierge à l'enfant et saint François de Puccio Capanna ainsi que des œuvres d'Ottaviano Nelli, Niccolò Alunno, Andrea d'Assisi, Tiberio d'Assisi, Dono Doni, Giacomo Giorgetti et Cesare Sermei.
Outre les monuments importants mentionnés, y sont aussi installés la librairie-typographie Zubboli (présente depuis 1870) et l'historique Bar Minerva, cher à tous les habitants d'Assise qui, sur la place, célèbrent chaque année le Calendimaggio (it) avec des manifestations et des défilés en costumes médiévaux, rappelant les anciennes disputes entre les familles Fiumi et Nepis.

## Images

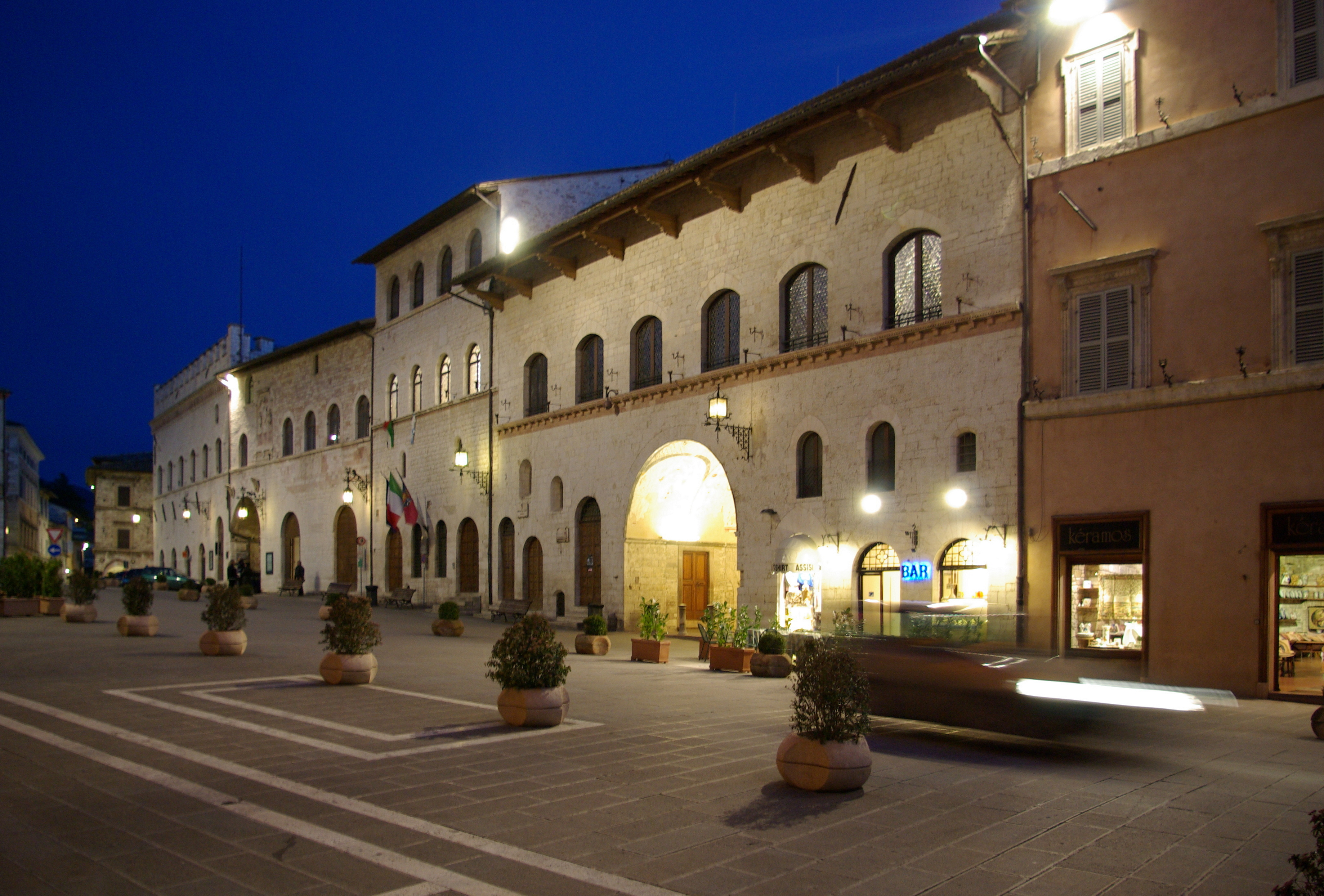
Vue nocturne de la place.
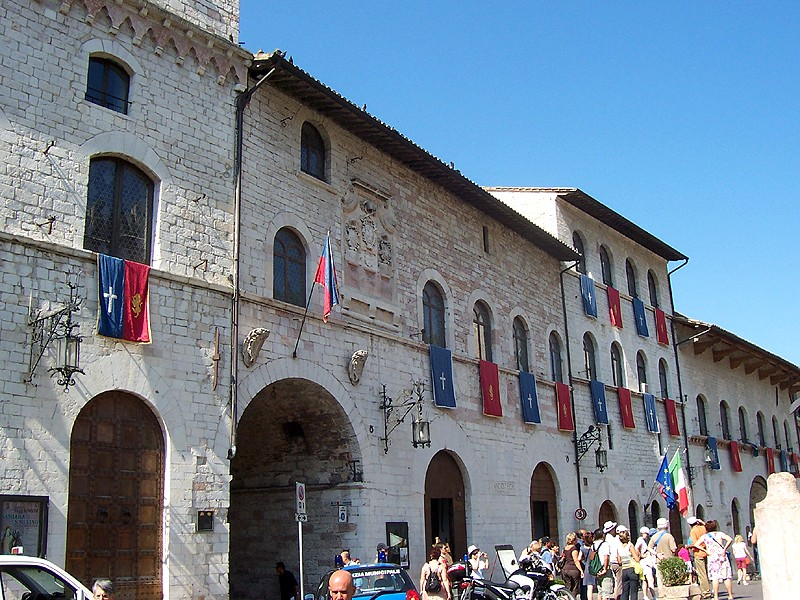
Le Palais des Prieurs (Palazzo dei Priori).
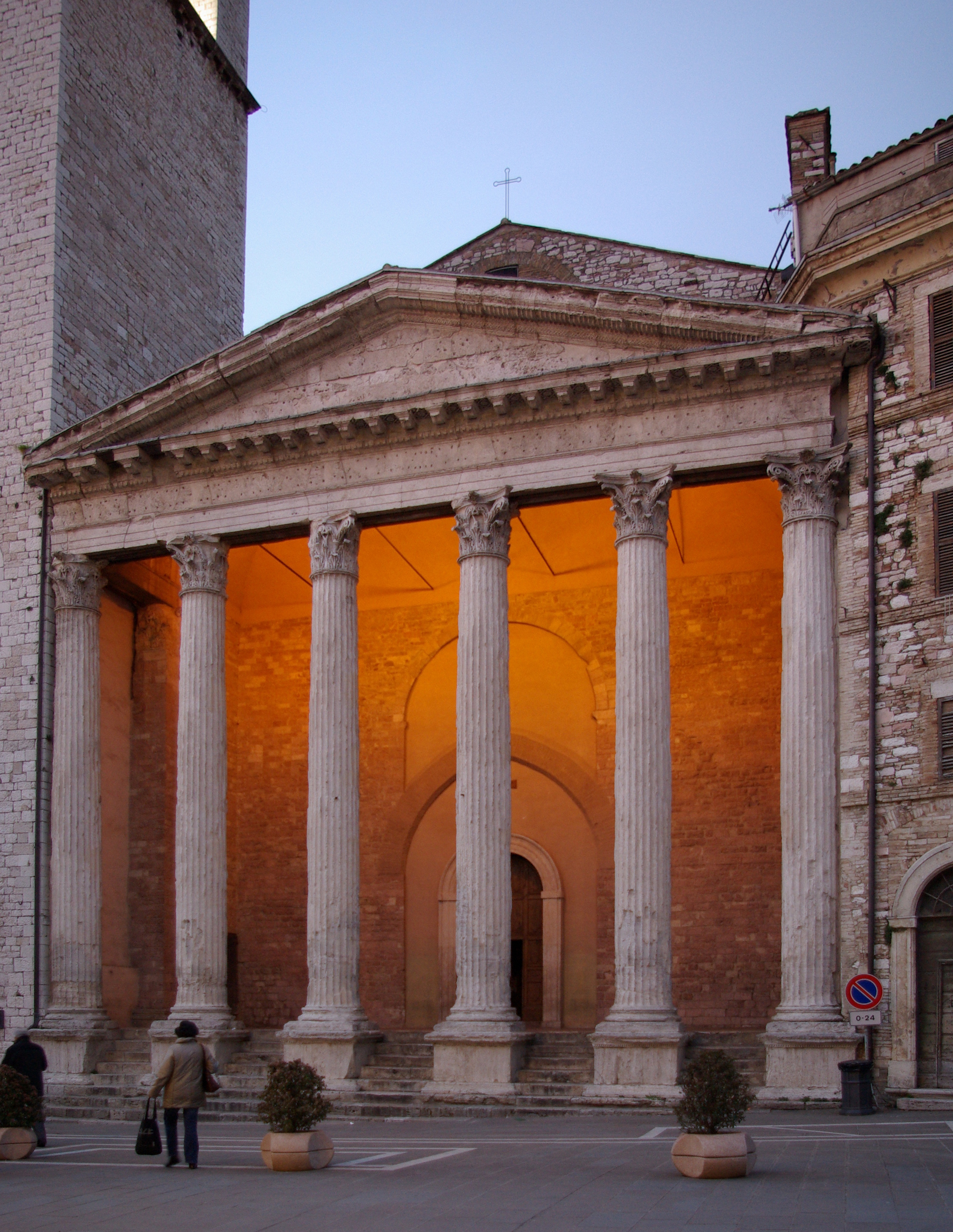
Le temple de Minerve.